# Gilberto Baroni
Gilberto Baroni (ur. 15 kwietnia 1913 w Gherghenzano, zm. 14 marca 1999) – włoski duchowny rzymskokatolicki, w latach 1954-1963 biskup pomocniczy Bolonii, 1963-1965 biskup Albengi, 1965-1986 ordynariusz Reggio Emilia i 1973-1986 Guastalla i 1986-1999 po połączeniu obydwu diecezji biskup Reggio Emilia-Guastalla.

## Życiorys
Święcenia kapłańskie przyjął 18 października 1935. 4 grudnia 1954 został mianowany biskupem pomocniczym Bolonii ze stolicą tytularną Thagaste. Sakrę otrzymał 27 grudnia 1954. 30 maja 1963 został mianowany biskupem Albengi, ingres odbył się 1 września. 27 marca 1965 otrzymał nominację na ordynariusza Reggio Emilia, urząd objął 6 czerwca. Od 10 lutego 1973 był równocześnie biskupem Guastalla, pozostając nim do połączenia obu diecezji 30 września 1986. 11 lipca 1989 przeszedł na emeryturę. Zmarł 14 marca 1999. Brał udział we wszystkich czterech sesjach Soboru Watykańskiego II.